# Maskulin (album)
Maskulin er det andet album fra den danske popgruppe ibens udgivet d. 9. oktober 1998. Maskulin er det eneste ibens-album, hvor bassist Henrik Marstal ikke medvirker. Musikmagasinet GAFFA gav albummet 5/6 stjerner.
Ibens gik i opløsning efter gruppens succesfulde debutalbum ibens, men blev gendannet igen kort herefter denne gang bestående af Carsten Lykke, Kristian Obling Høeg, Glenny Staalbo og Anders Heiberg. 
Maskulin blev dog ikke den samme succes som debutalbummet, selv om nogle af sangene, heriblandt "Var han bedre end mig?", "Vi siger slet ingenting" og "På tide" blev ganske populære. Ibens gik i opløsning endnu en gang efter dette album, og Carsten Lykke startede sin solokarriere. Lykke udgav soloalbummet Selvoptaget i 2001 og fik et hit med singlen "Hvis Frederik var til fyre". Ibens blev dog gendannet igen i 2005 med de tre originale medlemmer og udgav det tredje album Ufornuft efter syv års pause.[kilde mangler]

## Spor
1. "Drømmer om dig"
2. "Var han bedre end mig?"
3. "Vi siger slet ingenting"
4. "Nøjes med hinanden"
5. "På tide"
6. "Sorgerne på forskud"
7. "Sikker på det nok skal gå godt"
8. "Nok"
9. "Mon jeg får lov?"
10. "Lad mig bare"
11. "Jeg har ventet på dig"
12. "Glip af en masse"